# Desmodium tweedyi
Desmodium tweedyi är en ärtväxtart som beskrevs av Nathaniel Lord Britton. Desmodium tweedyi ingår i släktet Desmodium och familjen ärtväxter. Inga underarter finns listade i Catalogue of Life.